# Wilhelmskapelle

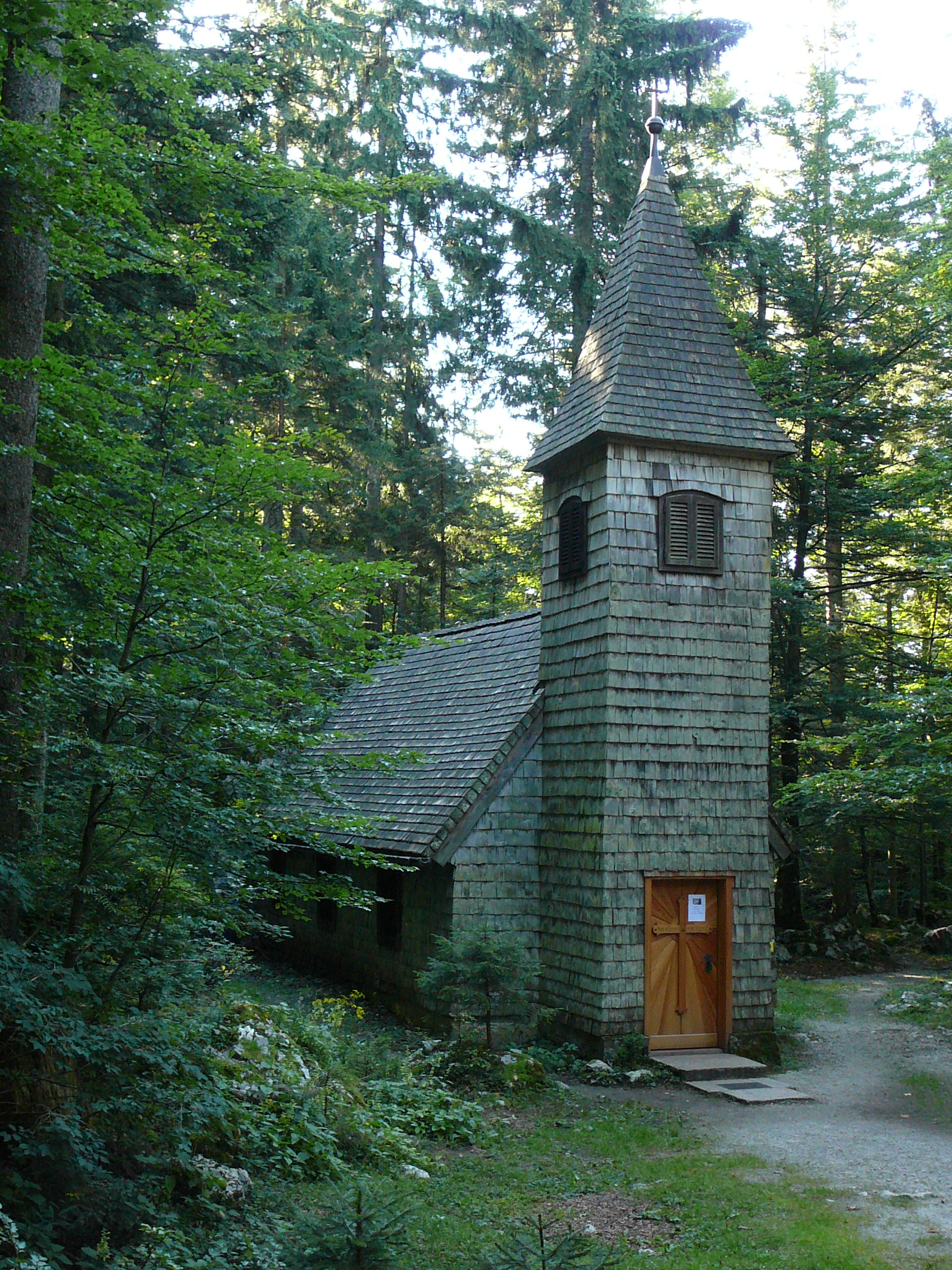
Wilhelmskapelle (2012)

Die römisch-katholische Wilhelmskapelle steht im Zimmereckwald in Oberlangenberg in der Gemeinde Sankt Koloman im Bezirk Hallein im Land Salzburg. Die dem heiligen Wilhelm von Aquitanien geweihte Kapelle gehört zum Dekanat Hallein in der Erzdiözese Salzburg. Die Kapelle steht unter Denkmalschutz.

## Geschichte
Eine Kapelle ebendort besteht vermutlich seit der ersten Hälfte des 17. Jahrhunderts. Die heutige Kirche wurde 1850 erbaut und 1851 geweiht. 1889 wurde die Kapelle baulich erweitert. 1959 wurde die Kapelle restauriert.

## Architektur
Die Wilhelmskapelle steht zwischen dem Trattberg und dem Seewaldsee und ist in zehn Gehminuten von der Straße aus erreichbar. Der schindelverkleidete Blockbau unter einem Satteldach hat einen gleichfalls schindelverkleideten Turm mit einem Zeltdach.

## Ausstattung
Der Altar zeigt das Altarblatt hl. Wilhelm von Aquitanien aus dem 19. Jahrhundert. Es gibt Votivbilder aus dem 19. Jahrhundert. Eine spätgotische Figur eines hl. Bischofs und barocke Statuetten der Heiligen Rupert und Virgil aus dem 18. Jahrhundert sind in Verwahrung.